# Le Moulin de la Galette (série de Van Gogh)
Pour Le tableau d'Auguste Renoir, voir Bal du moulin de la Galette et Moulin de la Galette.
Le Moulin de la Galette est le sujet et titre de plusieurs tableaux réalisés par Vincent van Gogh en 1886 sur un moulin qui était proche de l'appartement qu'il occupait à Montmartre avec son frère Théo. Les propriétaires du moulin de la Galette ont aménagé la vue sur la butte surplombant Paris en créant une terrasse panoramique et une piste de danse pour divertir sa clientèle. Les tableaux du moulin font partie de la série d’œuvres de ce peintre sur Montmartre.

## Paris
En 1886, van Gogh quitte les Pays-Bas pour Paris sur les traces de son frère Théo van Gogh. Alors que Vincent van Gogh était influencé par les grands maîtres flamands, venir à Paris était une opportunité pour lui d'être influencé par les impressionnistes, symbolistes, pointillistes, et l'art japonais. Son cercle d'amis comprenait Émile Bernard, Paul Gauguin, Camille Pissarro, Henri de Toulouse-Lautrec et d'autres.
Montmartre, située sur une butte surplombant Paris, était connu pour ses bars, cafés et cabarets. Ce quartier était également situé en bordure d'un paysage plus rural offrant à van Gogh la possibilité de travailler sur des tableaux au décor rural tout en vivant à Paris.
Le paysage et les moulins autour de Montmartre étaient la source d'inspiration de nombreux tableaux de van Gogh. Le moulin de la Galette, encore présent, était situé proche de l'appartement que van Gogh partageait avec son frère entre 1886 et 1888. Construit en 1622, il était à l'origine nommé Blute-Fin et appartenait à la famille Debray au XIXe siècle. Van Gogh y rencontre des artistes tels que Toulouse-Lautrec, Paul Signac et Paul Gauguin qui lui suggère d'incorporer l'impressionnisme dans son travail ce qui notamment eut pour conséquence des tableaux plus lumineux et colorés.
Moulin de la Galette était également le lieu d'un bal dansant en extérieur qui était situé entre deux des derniers moulins de la butte Montmartre. Mis à part van Gogh, Toulouse-Lautrec et Pierre-Auguste Renoir ont également peint le moulin de la Galette. Le tableau de Renoir sur le bal est intitulé Bal du moulin de la Galette.

## Tableaux

### Trois tableaux à la composition similaire
Lors de la première année de van Gogh à Paris il peint les zones rurales autour de Montmartre, dont la butte et les moulins. Les couleurs sont sombres et évoquent son anxiété et sa solitude.

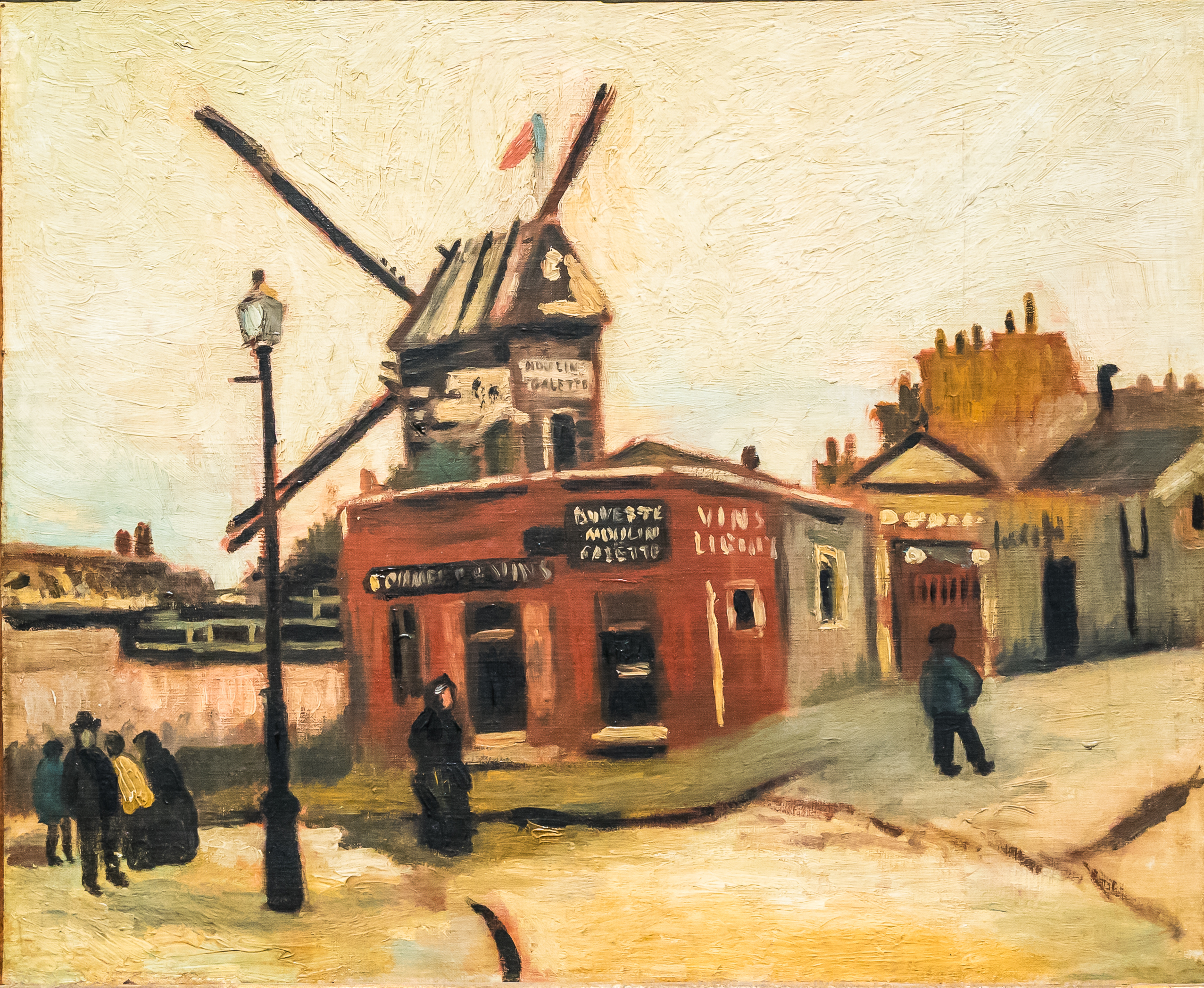
Le Moulin de la Galette 1886 Stiftung Langmatt, Baden, Suisse (F226)
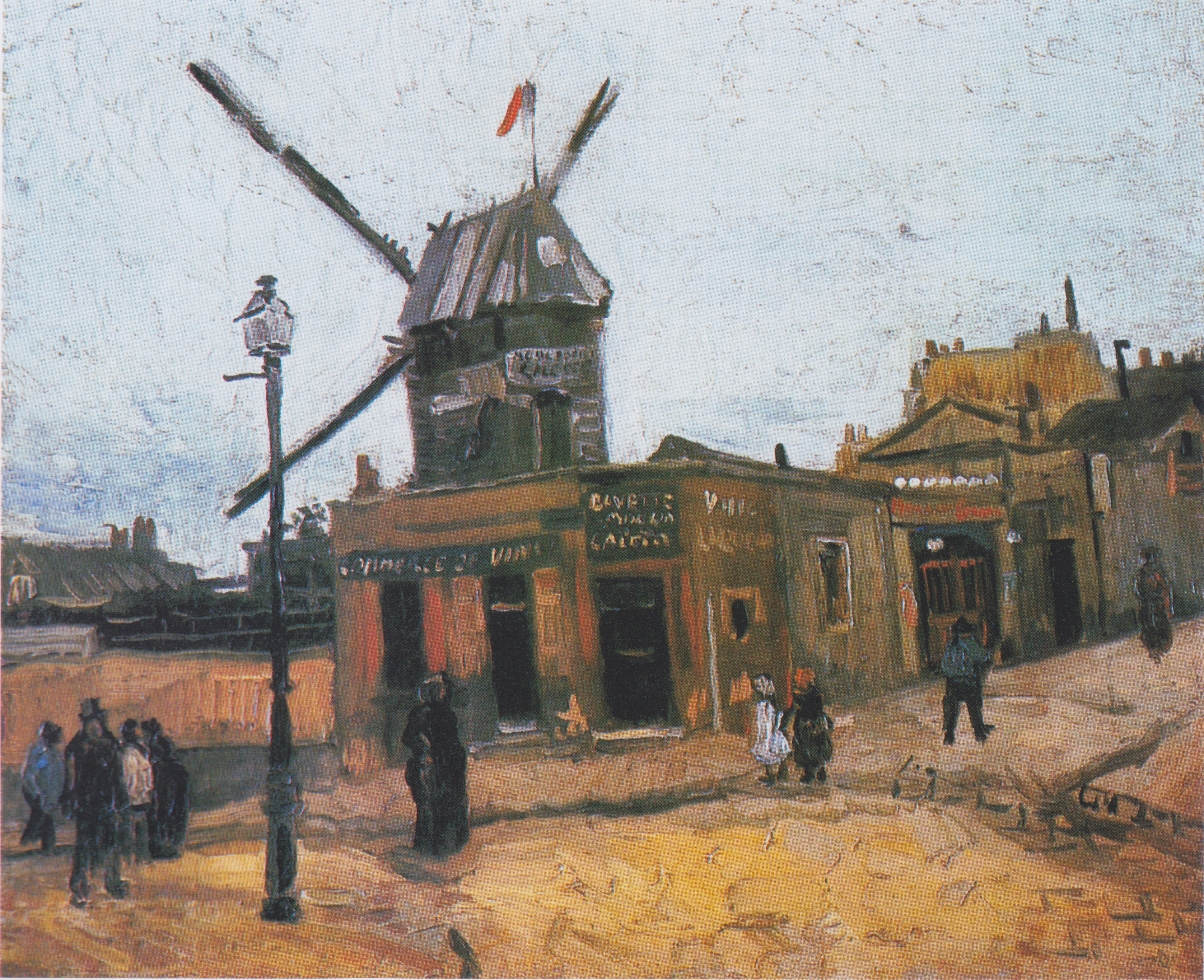
Le Moulin de la Galette 1886 Kröller-Müller Museum, Otterlo, Pays-Bas (F227)
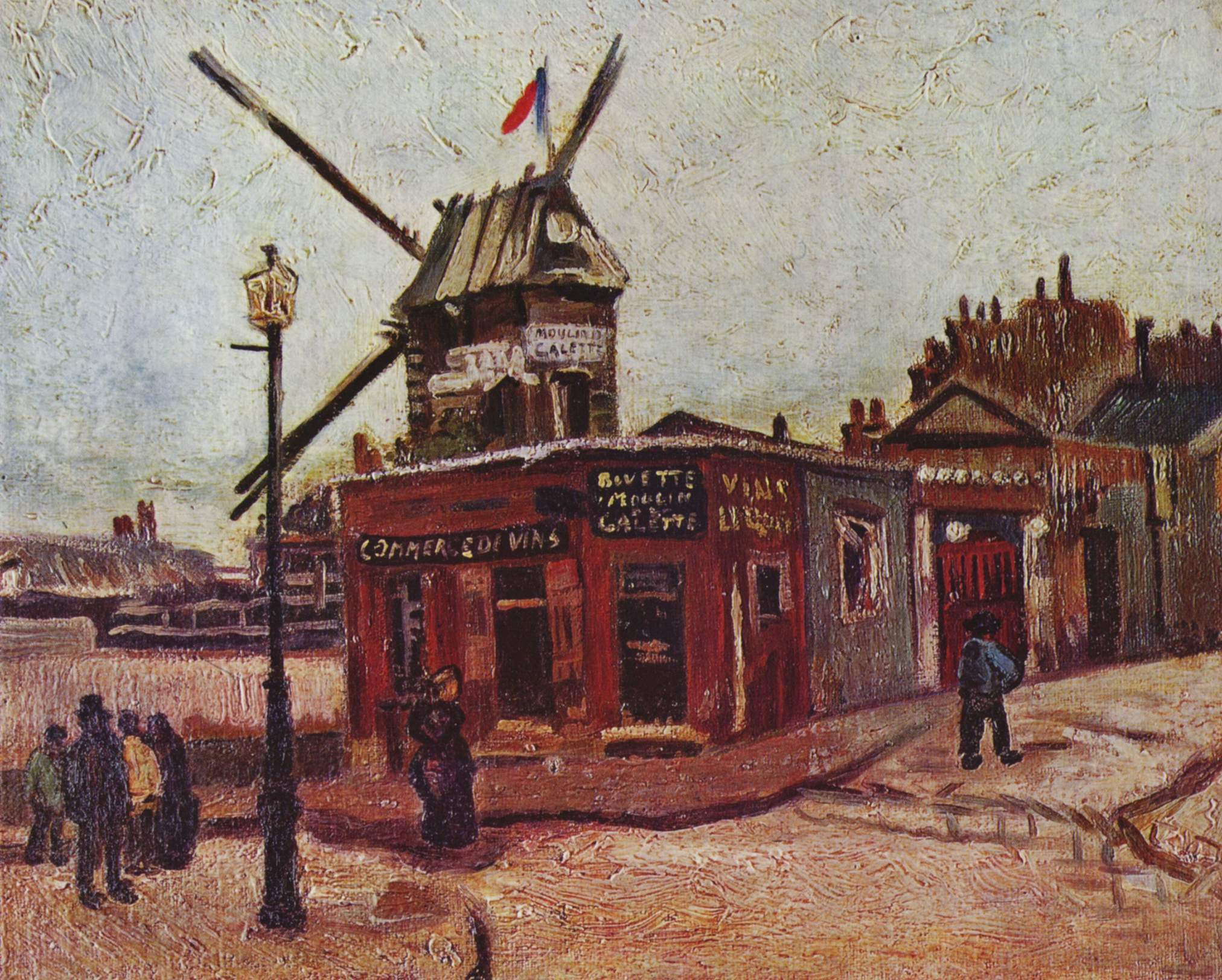
Le Moulin de la Galette 1886 Neue Nationalgalerie, Berlin (F228)

### Autres tableaux intitulésLe Moulin de la Galette
Le Moulin de la Galette, également appelé Le Moulin de Blute-Fin, Montmartre (F274) reflète une transition artistique de van Gogh par rapport à son travail aux Pays-Bas qui était sombre et lourd. Influencé par l'impressionnisme, van Gogh a peint ce tableau avec des couleurs lumineuses et des coups de pinceaux permettant de montrer la lumière et le mouvement. Van Gogh a fait ce tableau depuis un local vide de la rue Lepic, rue où il vivait avec Théo. Le tableau représente le moulin de Blute-Fin, un moulin à grain du XVIIe siècle, qui était une attraction de l'époque pour sa vue sur Paris. Il y avait encore trois moulins sur la butte, mais c'était celui-ci que van Gogh avait pour sujet préféré. Le Moulin à Poivre, un second moulin, est juste à gauche du tableau à l'horizon. Le tableau fut vendu par un marchand d'art écossais Alex Reid à William McInnes et avec le tableau Portrait d'Alexander Reid fait partie des collections des Musées de Glasgow.
Le Moulin de la Galette (F348) est un exemple de la façon dont van Gogh utilise une technique pour appliquer massivement de la peinture appelée impasto, qu'il a créé en donnant un effet de relief, en partie pour suggérer l'émotion. Les coups de pinceau sur le moulins et les marches sont nettement visibles. Les visages des deux personnes sont créés seulement avec quelques coups de pinceau.

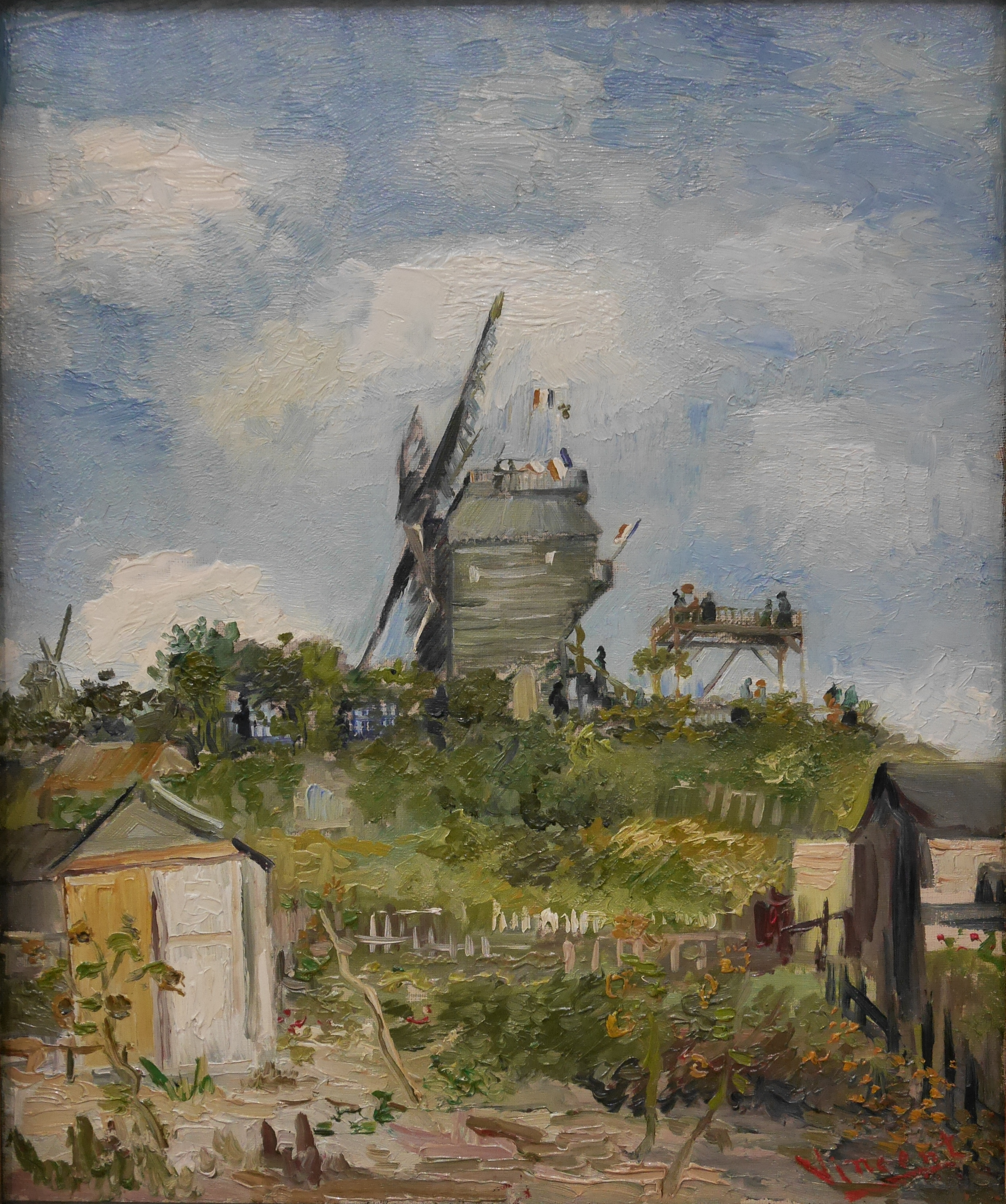
Le Moulin de la Galette également Le Moulin de Blute-Fin, Montmartre 1886 Kelvingrove Art Gallery and Museum, Glasgow (F274)
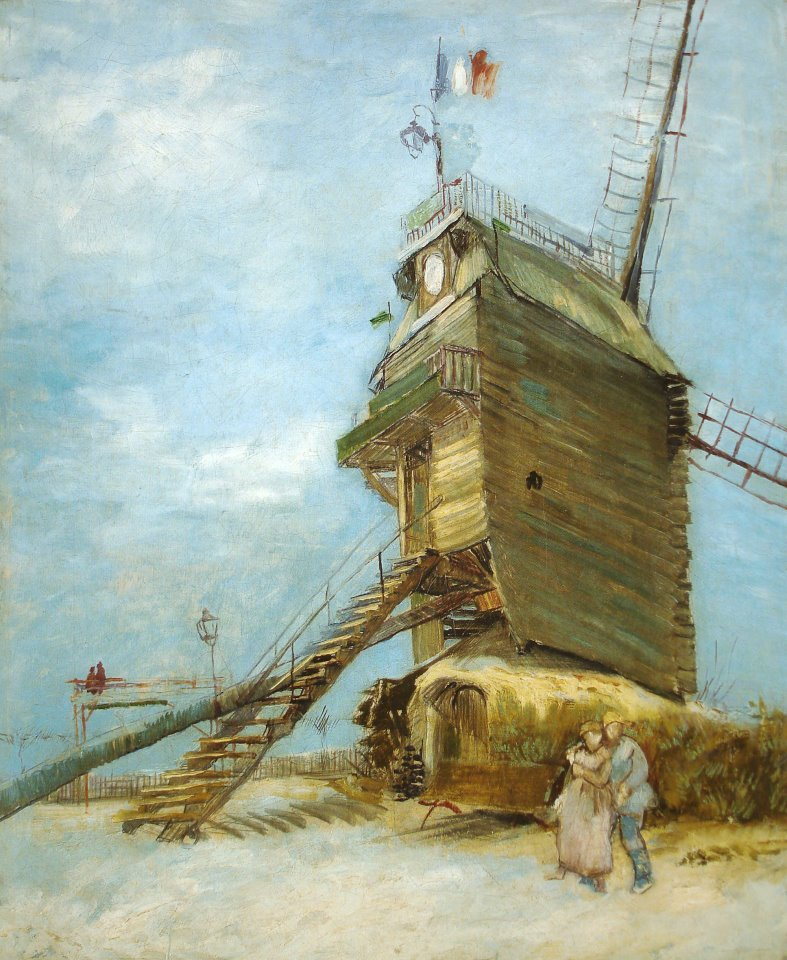
Le Moulin de la Galette 1886 Musée national des beaux-arts d'Argentine, Buenos Aires (F348)
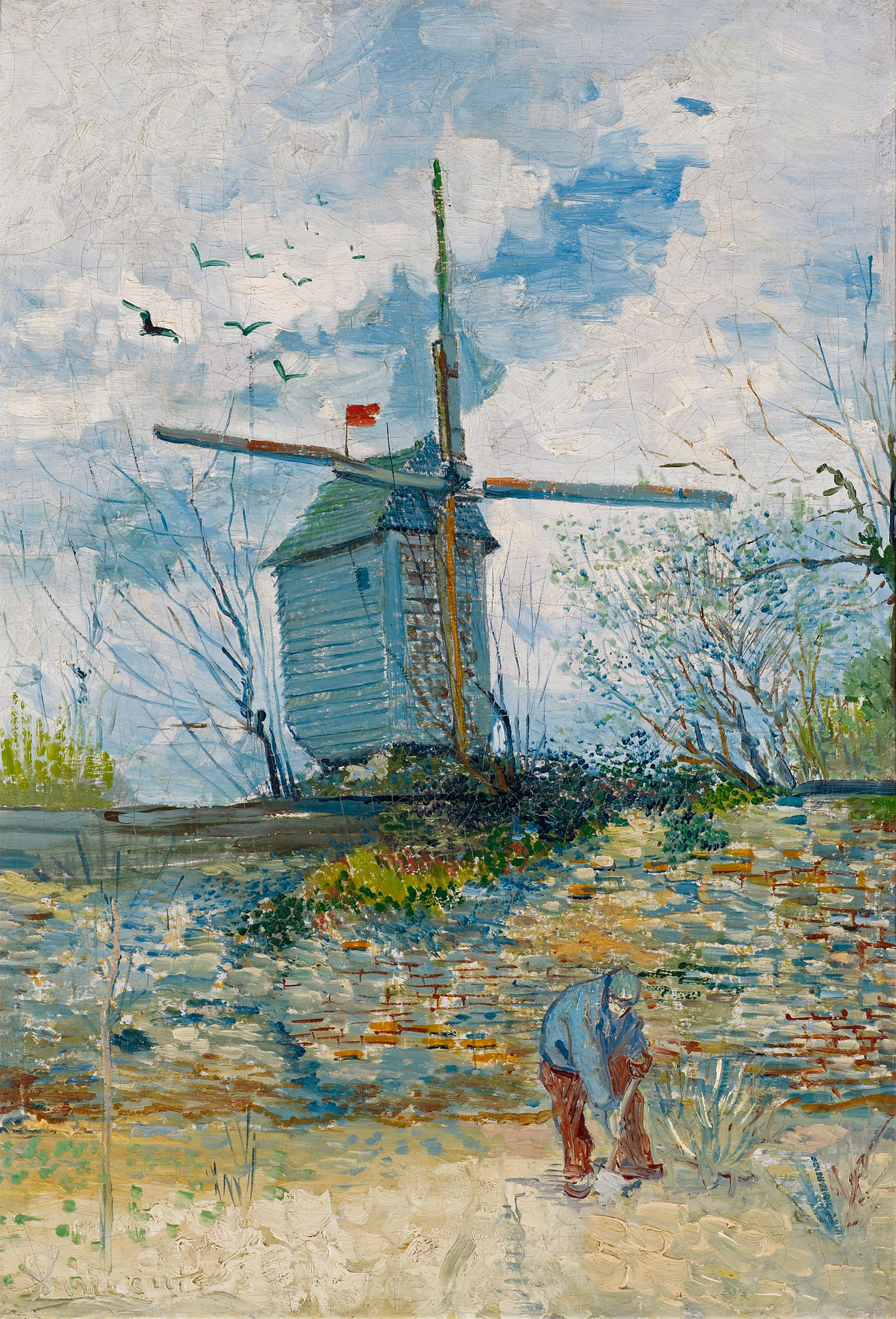
Le Moulin de la Galette 1886 Collection particulière (F349)

## Tableaux du moulin Blute-Fin
À part Le Moulin de la Galette (F274), également nommé Le Moulin de Blute-Fin, Montmartre, il y a d'autres tableaux avec le nom Blute-Fin.

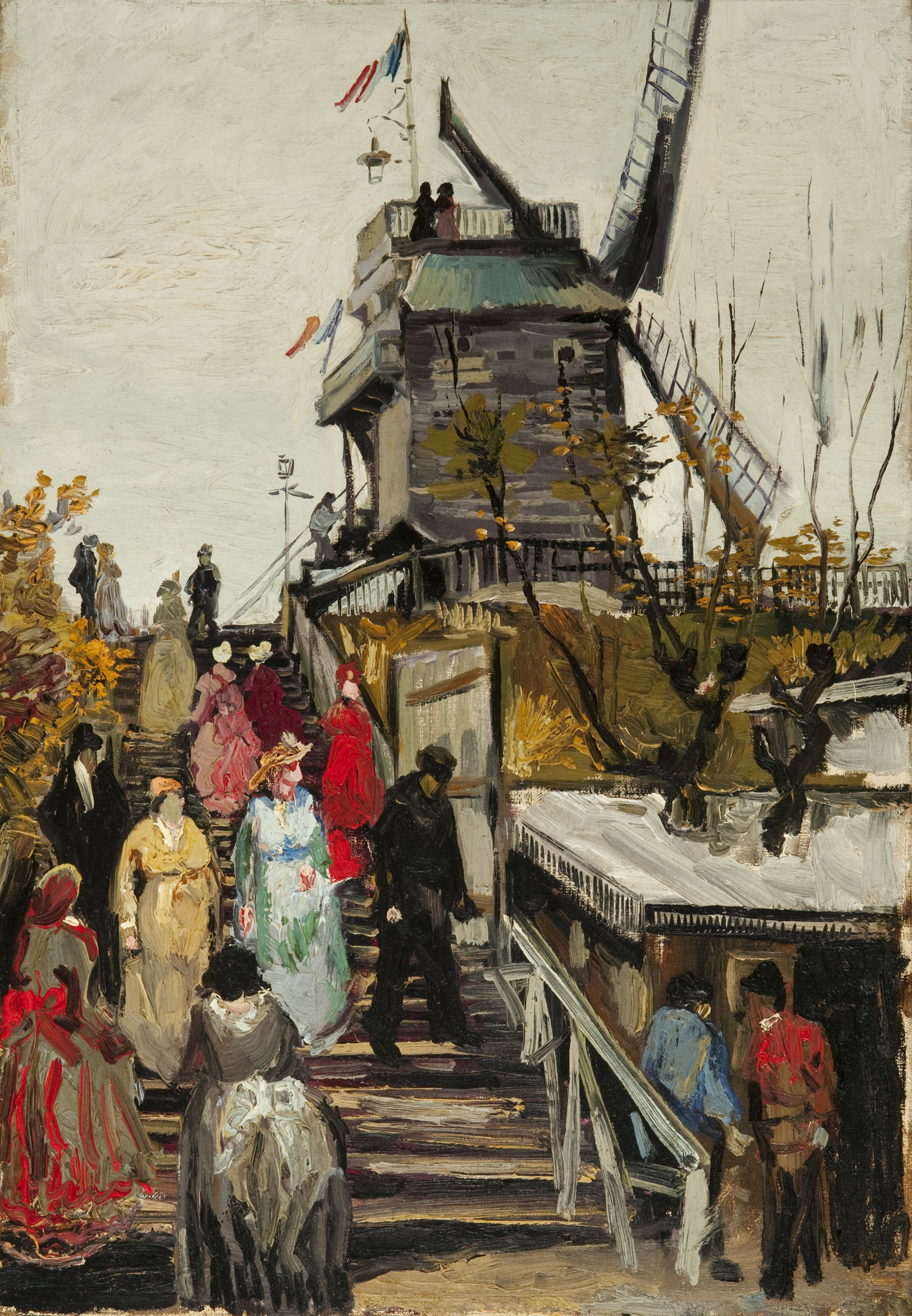
Le Moulin de blute-fin, 1886 Museum de Fundatie, Zwolle
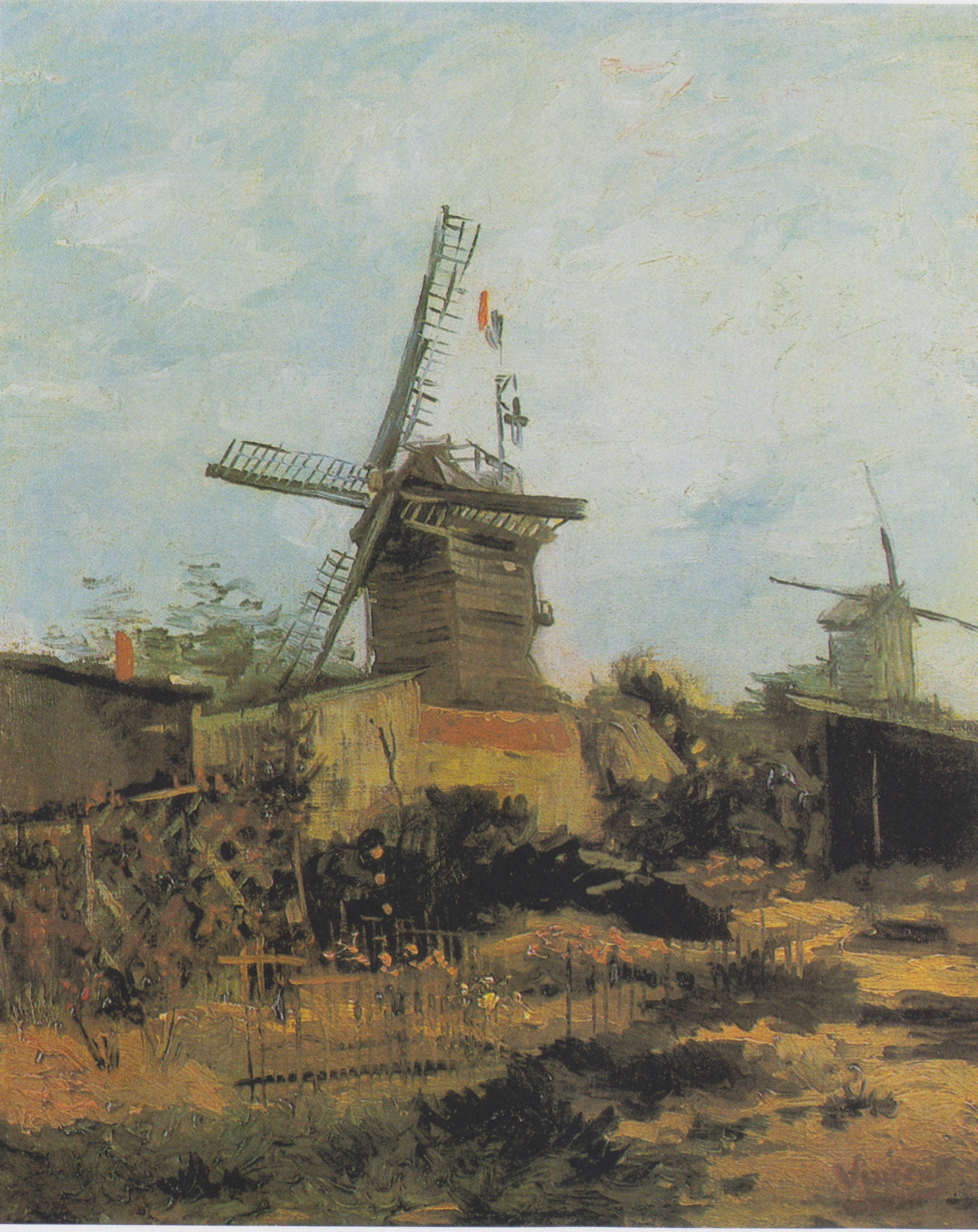
Le Moulin de Blute-Fin 1886 Bridgestone Museum of Art, Tokyo (F273)
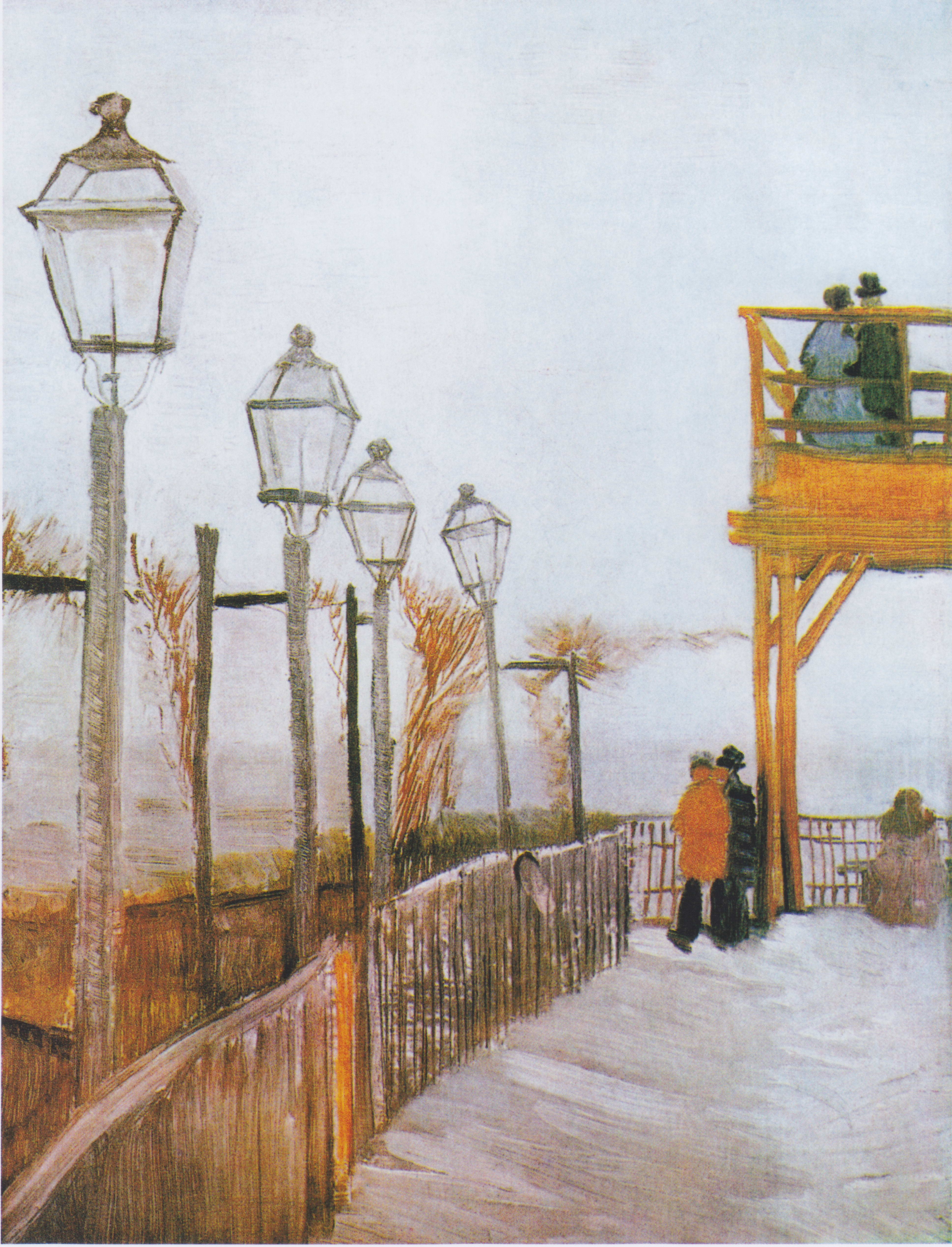
Terrasse et Point d'Observation au Moulin de Blute-Fin, Montmartre 1886 Art Institute of Chicago (F272)

## Autres tableaux de moulins
Voici des tableaux de van Gogh à Paris présentant des moulins :

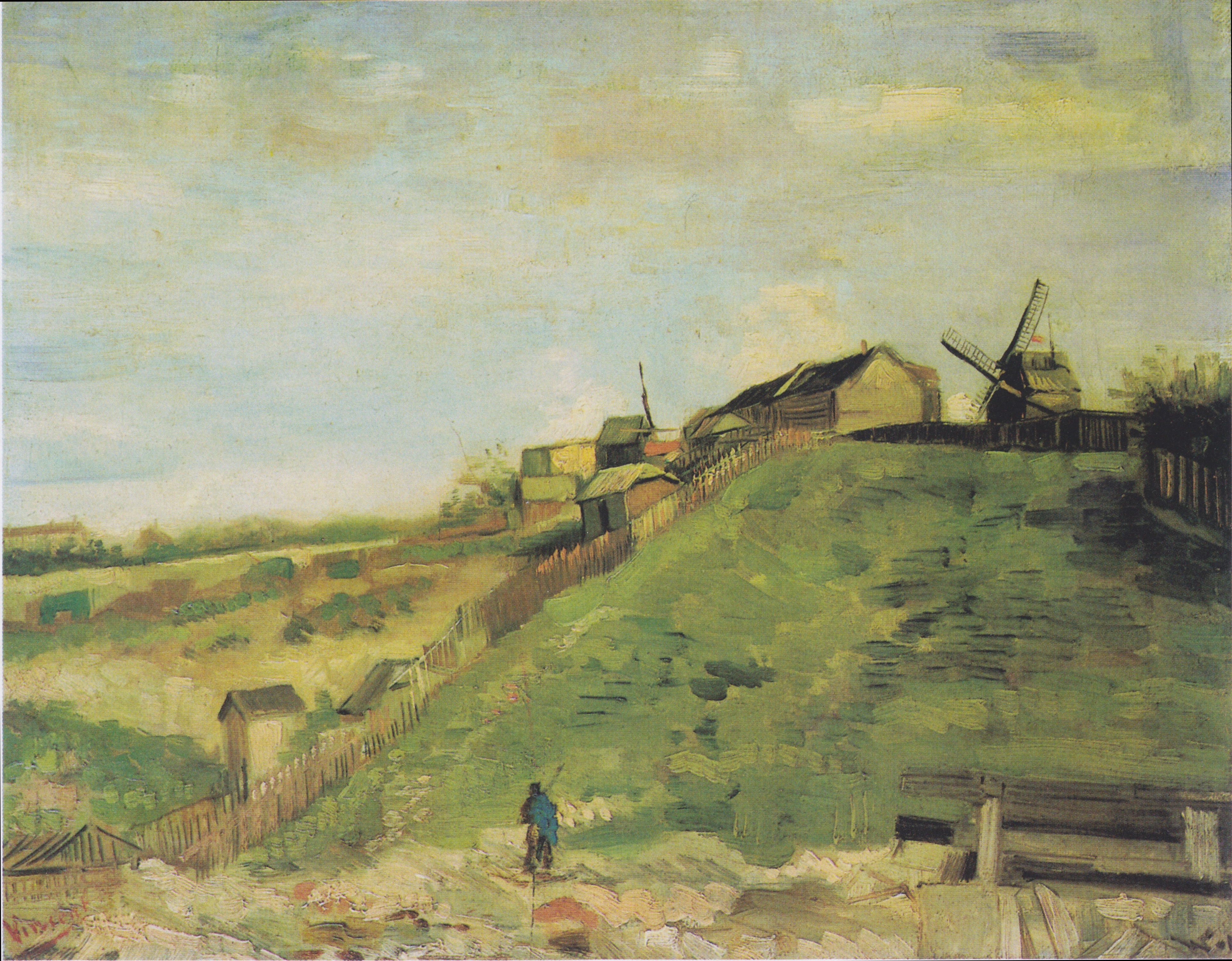
The Hill of Montmartre with Stone Quarry 1886 Musée Van Gogh, Amsterdam (F229)
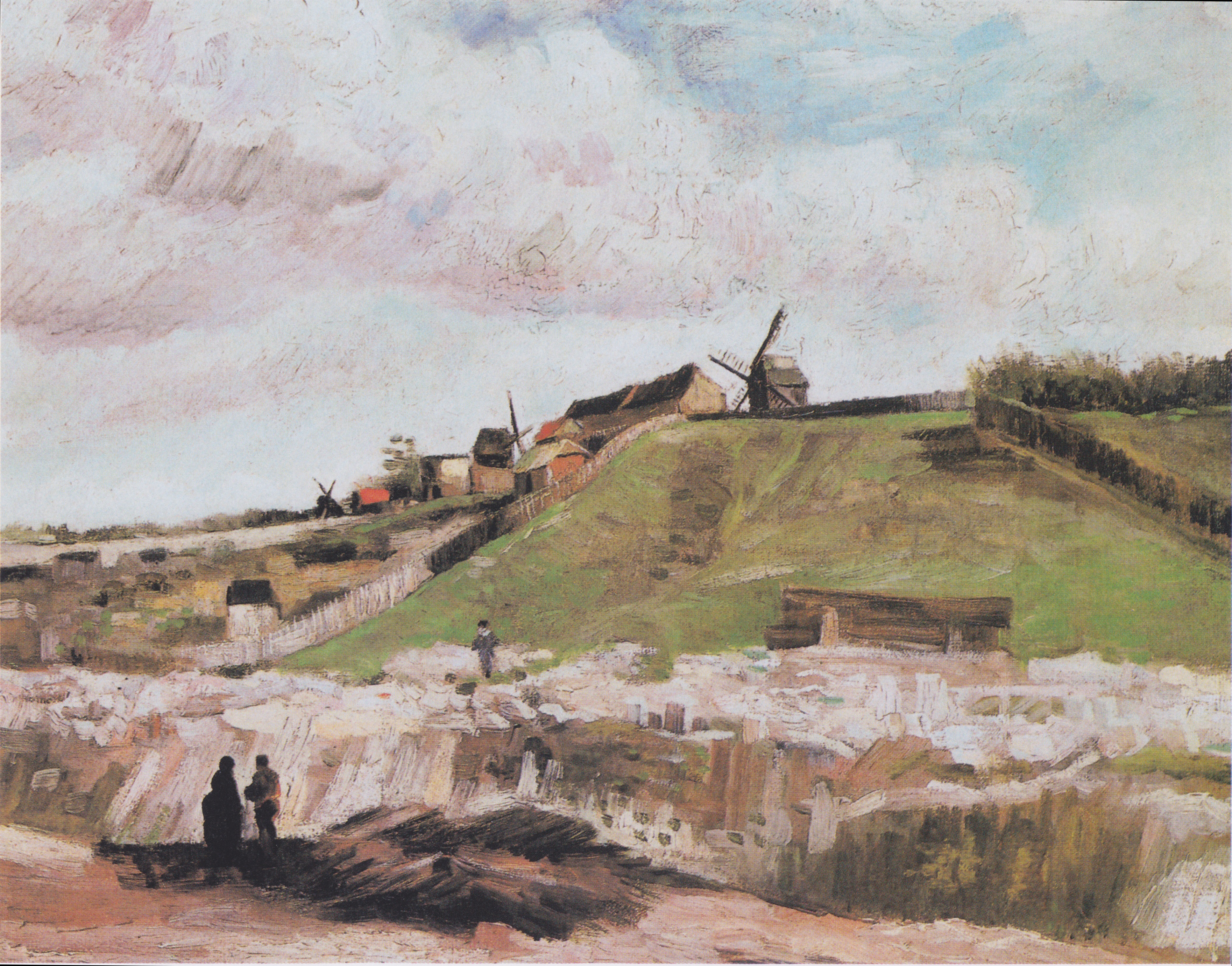
The Hill of Montmartre with Quarry 1886 Musée Van Gogh, Amsterdam (F230)
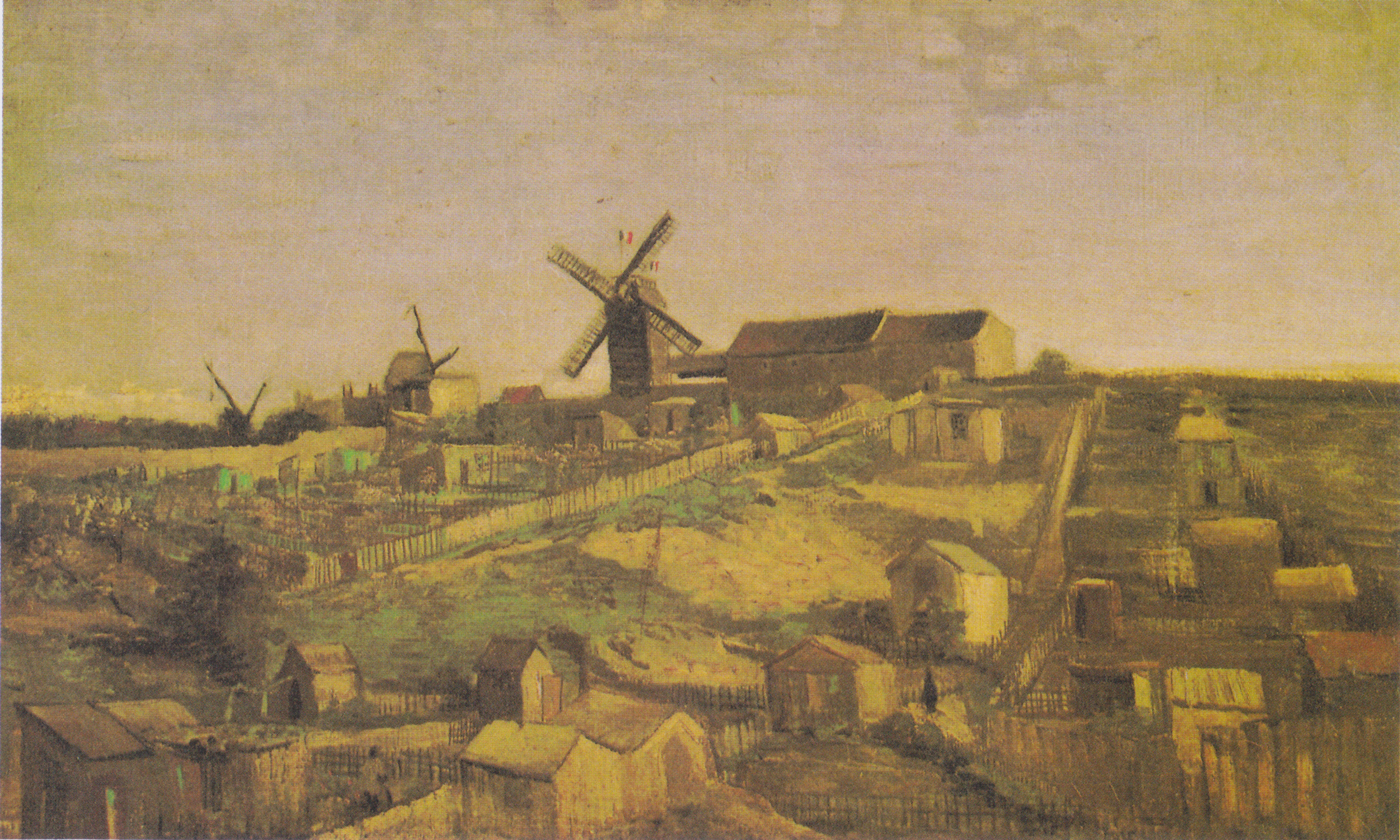
La butte Montmartre ou Vue de Montmartre avec moulins 1886 Musée Kröller-Müller, Otterlo, Pays-Bas (F266)
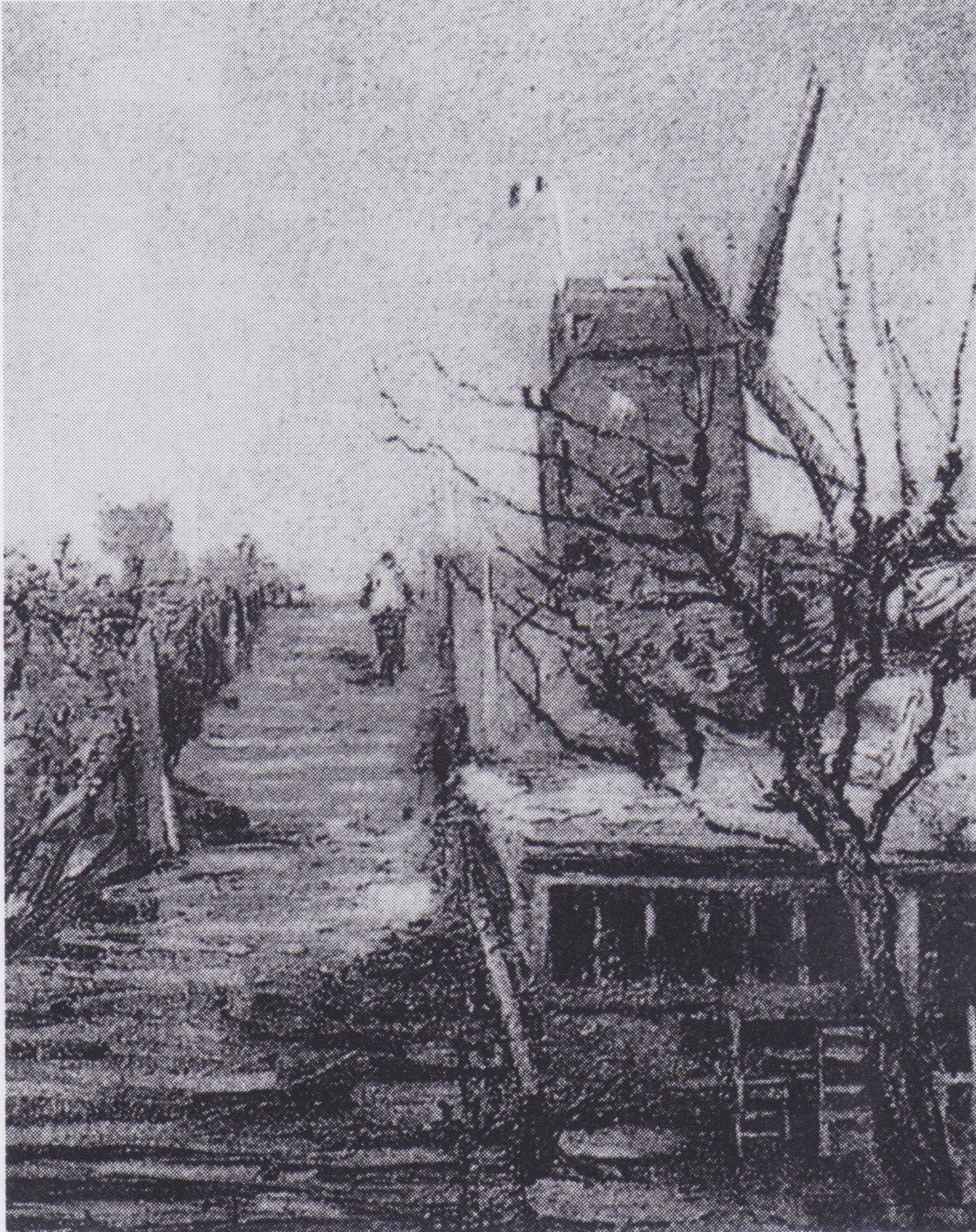
Moulin à Montmartre (b/w copy) 1886 Détruit à la suite d'un incendie en 1967 (F271)
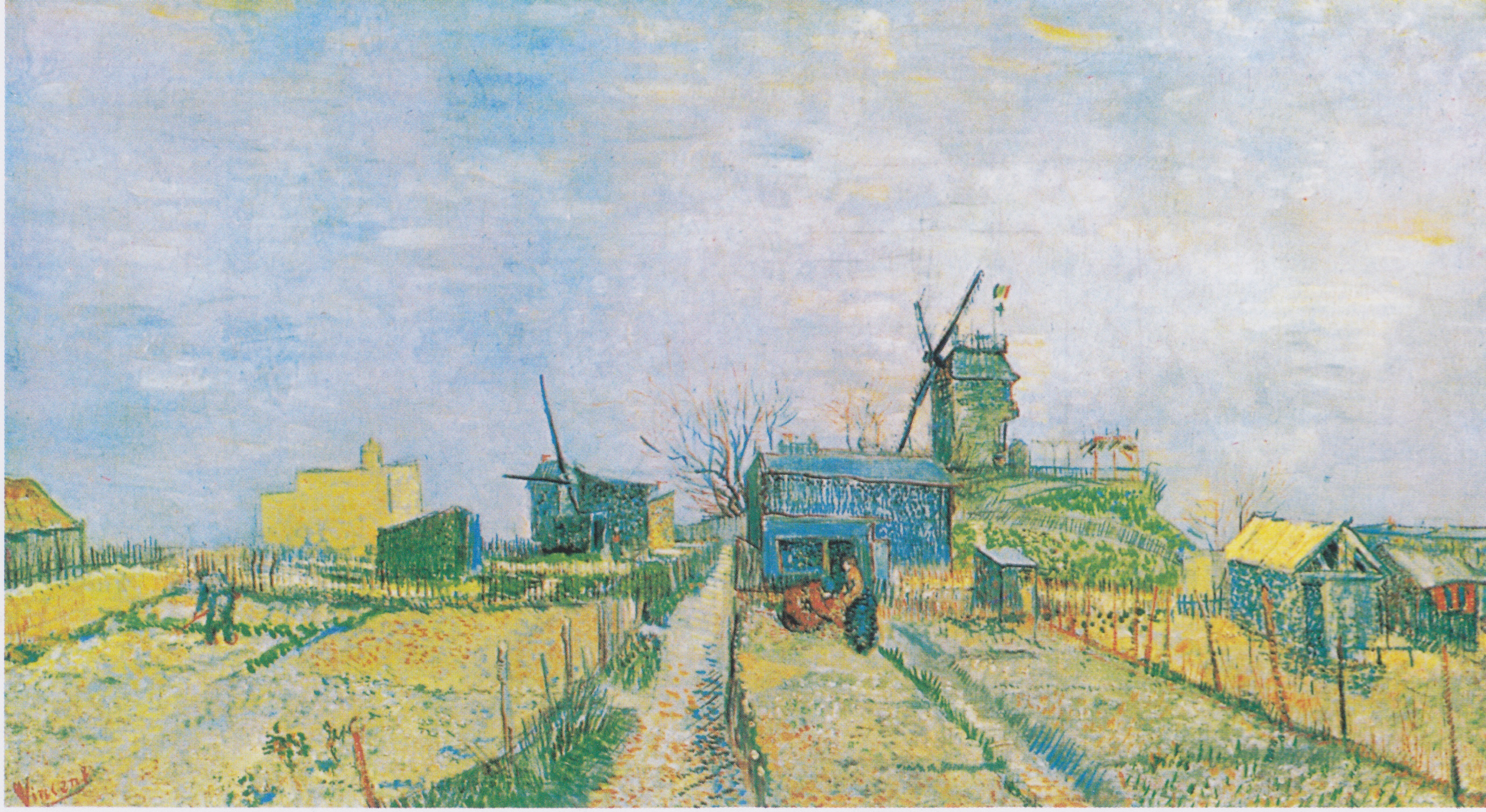
Jardins potagers à Montmartre : La Butte Montmartre 1887 Musée Van Gogh, Amsterdam (F346)
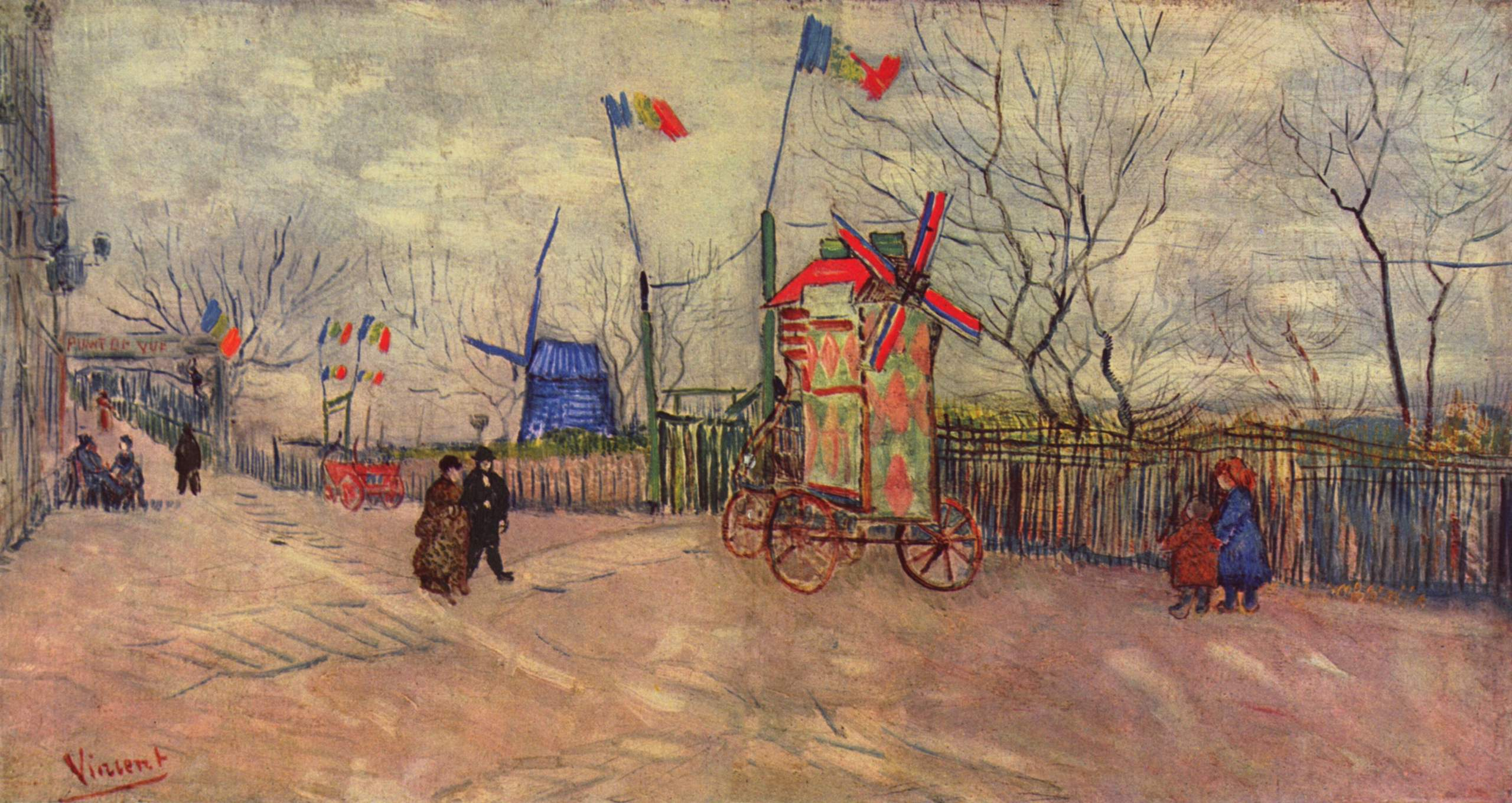
Scène de rue à Montmartre : Le Moulin à Poivre 1887 Musée Van Gogh, Amsterdam (F347)
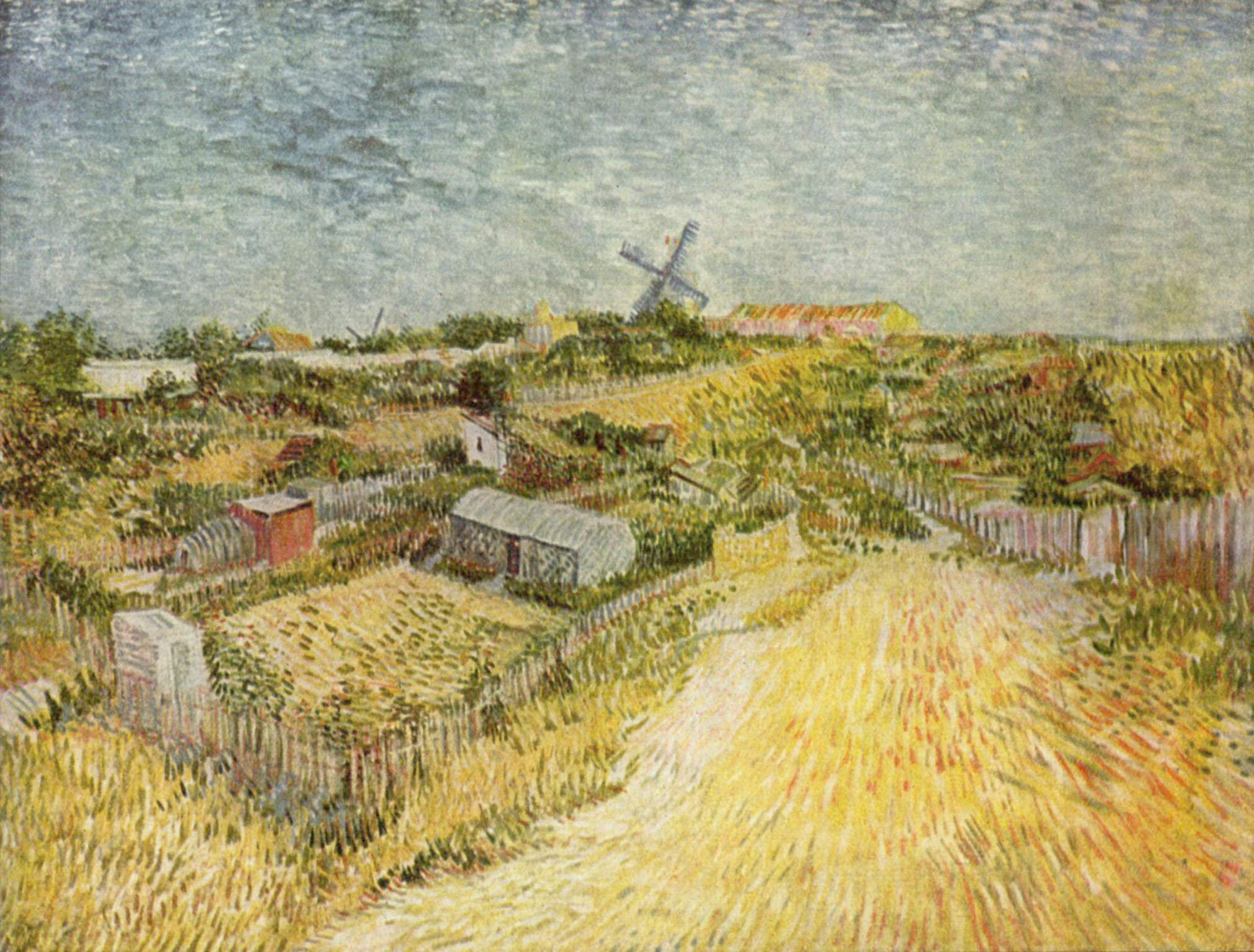
Jardins potagers à Montmartre : La Butte Montmartre 1887 Musée Stedelijk, Amsterdam (F350)
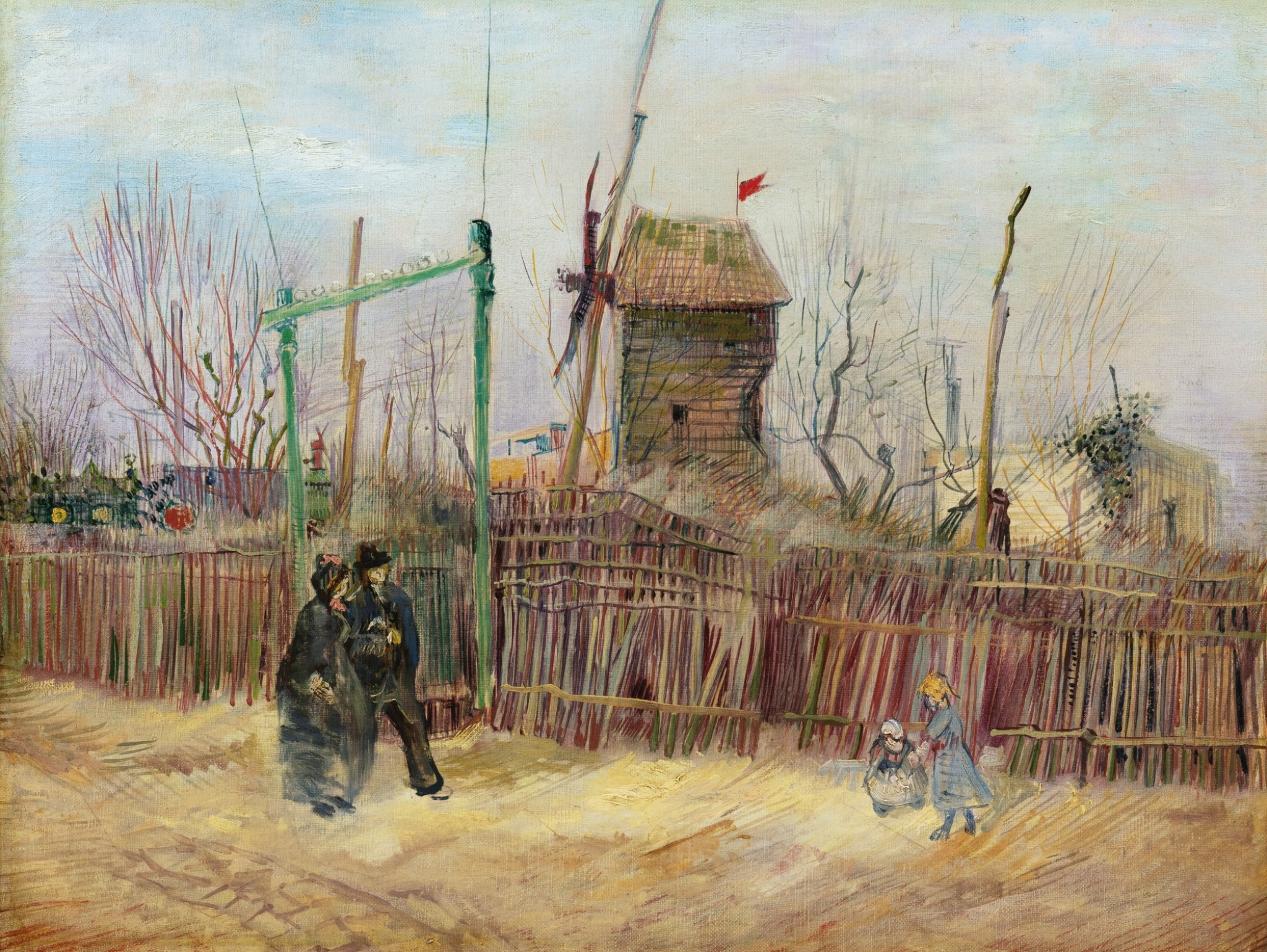
Scène de rue à  Montmartre 1887 Collection privée (No F number, JH1240)